# Phyllastrephus
Phyllastrephus là một chi chim trong họ Pycnonotidae.

## Các loài
- Phyllastrephus scandens.
- Phyllastrephus terrestris.
- Phyllastrephus strepitans.
- Phyllastrephus cerviniventris.
- Phyllastrephus fulviventris.
- Phyllastrephus baumanni.
- Phyllastrephus hypochloris.
- Phyllastrephus fischeri.
- Phyllastrephus cabanisi.
- Phyllastrephus placidus.
- Phyllastrephus poensis.
- Phyllastrephus icterinus.
- Phyllastrephus xavieri.
- Phyllastrephus leucolepis.
- Phyllastrephus lorenzi.
- Phyllastrephus albigularis.
- Phyllastrephus flavostriatus.
- Phyllastrephus alfredi.
- Phyllastrephus poliocephalus.
- Phyllastrephus albigula.
- Phyllastrephus debilis.